# Alexa Graham
Alexa Graham (* 7. Juli 1998) ist eine US-amerikanische Tennisspielerin.

## Karriere
Graham spielt bislang hauptsächlich auf der ITF Women’s World Tennis Tour, wo sie bereits drei Turniere im Einzel gewinnen konnte.
Auf der WTA Tour erhielt sie 2015 eine Wildcard für die Qualifikation der Connecticut Open 2015. Sie unterlag Laura Robson, der englischen Silbermedaillengewinnerin im Mixed bei den Olympischen Spielen in London nur knapp in drei Sätzen mit 3:6, 6:2 und 3:6.

## Turniersiege

### Einzel
| Nr. | Datum            | Turnier            | Kategorie   | Belag             | Finalgegnerin  | Ergebnis  |
| --- | ---------------- | ------------------ | ----------- | ----------------- | -------------- | --------- |
| 1.  | 11. Oktober 2015 | Hilton Head Island | ITF $10.000 | Sand              | Ulrikke Eikeri | 6:4, 7:65 |
| 2.  | 25. Juni 2017    | Victoria           | ITF $15.000 | Hartplatz (Halle) | Tori Kinard    | 6:1, 6:4  |
| 3.  | 18. Juli 2021    | Almada             | ITF W15     | Hartplatz         | Georgia Drummy | 6:1, 6:2  |